# Stubbekøbing
Stubbekøbing är en tätort och stad i Guldborgsunds kommun i Region Själland i sydöstra Danmark.. Staden ligger på ön Falster, cirka 90 kilometer söder om huvudstaden Köpenhamn. Stubbekøbing ligger på en höjd av 8 meter över havet och hade 2 304 invånare den 1 januari 2017.
Närmaste större samhälle är staden Vordingborg, cirka 16 kilometer nordväst om Stubbekøbing. Trakten runt Stubbekøbing består till största delen av jordbruksmark.
Tidigare har orten utgjort centralort i dåvarande Stubbekøbings kommun i Storstrøms amt.